# Windows Essential Business Server 2008
Windows Essential Business Server 2008 (nome in codice Centro) è stato un server Microsoft offerto alle imprese di medie dimensioni (fino a un massimo di 300 utenti e/o dispositivi). È stato distribuito in RTM il 16 settembre 2008 ed è stato lanciato ufficialmente il 12 dicembre 2008. Il supporto è stato interrotto il 5 marzo 2010.

## Introduzione
Costruito dalla base di Windows Server 2008, era disponibile in due edizioni: standard e premium. L'edizione standard include tre licenze di Windows Server 2008 x64 Server Standard e per ognuno di quei tre server: Microsoft Exchange 2007, Microsoft System Center Essentials, Microsoft Forefront Security per Exchange Server e Forefront Threat Management Gateway (Medium business Edition). La versione Premium aggiunge un'altra licenza Windows Server 2008 Standard Edition e il software di database standard SQL Server 2008.
Secondo Microsoft, Essential Business Server dispone di una singola console di amministrazione/gestione, attraverso la quale la raccolta di client e server gestito possono essere monitorati e gestiti. Software di terze parti possono anche utilizzare la stessa console per presentare una interfaccia di amministrazione per il loro software. CA Technologies e Symantec utilizzeranno la console di gestione rispettivamente per i loro prodotti: CA ARCserve Backup, Backup Exec e Symantec Endpoint Protection. Essential business Server include anche lavoro sul Web, un out-of-the-box, funzionalità che consente di impostare facilmente l'accesso remoto con protezione avanzata per i computer client aziendali e Outlook Web Access.
Il 5 marzo 2010, Microsoft ha annunciato che, a causa della scarsa domanda del prodotto, l'offerta di Essential Business Server sarà interrotta dopo il 30 giugno 2010. Microsoft ha raccomandato che le aziende utilizzano essenziali standalone di Windows Server 2008 R2, Exchange Server 2010, System Center Essentials 2010, Forefront Security per Exchange Server 2010 e Forefront Threat Management Gateway 2010.